# Демон Дарвіна
Демон Дарвіна — уявний експеримент, що вводить гіпотетичний організм, який може максимально використовувати всі аспекти пристосування одночасно й існував би, якщо еволюція видів була б нічим не обмежена. Такі організми безпосередньо після народження знайшли б в будь-який час в будь-якому місці партнерів для спаровування і мали б нескінченну кількість нащадків. Хоча таких організмів не існує, біологи використовують демона Дарвіна в уявних експериментах, щоб зрозуміти життєві стратегії в історії розвитку різних видів, проілюструвати, що організмам доводиться йти на компроміси при їх адаптації до навколишнього середовища .
Демон Дарвіна названий на честь  Чарльза Дарвіна, британського натураліста і основоположника  еволюційної теорії. Уявний експеримент і концепція демона Дарвіна запропоновані в 1979 році  Річардом Ло . Назва була вибрана за аналогією з відомим  демоном Максвела .